# La leyenda de una máscara
La leyenda de una máscara es una película mexicana de 1989 dirigida por José Buil y protagonizada por Héctor Bonilla, Héctor Ortega y María Rojo.

## Sinopsis
Al morir El Ángel Enmascarado (popular luchador y protagonista de locas aventuras en historietas y películas mexicanas), Olmo Robles, opaco reportero de una publicación deportiva, recibe la encomienda de averiguar cual fue la verdadera personalidad del héroe, que siempre estuvo oculta tras la máscara. En su búsqueda impulsada por el alcohol, Robles recoge los testimonios de personajes clave en la vida del Ángel, y descubre que el legendario enmascarado defendió con gran celo su doble identidad, aunque una oscura intriga urdida por sus apasionados socios ensombrece la verdad.

## Reparto
- Héctor Bonilla  - El Ángel Enmascarado
- Héctor Ortega  - Juan J. Luna
- María Rojo  - Emilia
- Gina Morett  - Lina Roma
- Pedro Armendáriz  - López
- Marha Papidimitrion  - Blanca
- Roberto Cobo  - Jacinto
- Pedro Altamirano  - Frank
- Gabriel Pingarrón  - Zamarripa
- Fernando Rubio  - Aníbal Quijano
- Damián Alcázar  - Olmo Robles
- Juan Carlos Colombo  - Bustos

## Producción
Filmada a partir del 28 de agosto de 1989 en formato de 35 mm. La película participó en el XII Festival Internacional del Nuevo Cine Latinoamericano de La Habana y el XXIV Festival Internacional de Fantástico de Sitges.

## Recepción
La película se estrenó en 1991 con críticas divididas. Entre los aciertos del director se menciona con frecuencia la imaginación en la premisa, buscando explorar la mitificación que el género de lucha libre representó en la mitad del siglo XX, haciendo numerosas comparaciones a personajes como Batman y Superman; el ácido humor satírico; y el excelente trabajo de cámara. Las críticas se centran en el ritmo desigual de la película; la superficialidad con la que por momentos parece tratar la idea principal; y la sensación de que la película acaba de manera incompleta, haciendo pensar que por momentos se trata del inicio de un serial frívolo.

## Premios
La película ganó las siguientes categorías en la XXXIII Entrega de los Premios Ariel:
- Actor de Cuadro (Fernando Rubio)
- Ambientación (Patricia Eguía y Alfonso Morales)
- Fotografía (Henner Hoffman)
- Ópera Prima (José Buil)